# Ariarate X di Cappadocia
Ariarate X Eusebio Filadelfo (in antico greco: Ἀριαράθης Εὐσεϐής Φιλάδελφος, Ariaráthēs Eusebḗs Philádelphos, «devoto e amico di suo fratello»; ... – 36 a.C.) fu re di Cappadocia dal 42 al 36 a.C..

## Biografia
Figlio cadetto di Ariobarzane II Filopatore, diventa re dopo l'esecuzione di suo fratello Ariobarzane III Filoromano. Regna sei anni come vassallo Roma fino a quando Marco Antonio, allo stesso modo, non lo fa giustiziare per rimpiazzarlo con il suo "cliente" Sisines, figlio del sommo sacerdote di Bellona del santuario di Comana, che regnerà sulla Cappadocia con il nome di Archelao..